# Kimmirut
Kimmirut (tidigare Lake Harbour) är ett samhälle beläget vid Hudsonsundet på Baffinön i Qikiqtaaluk i det kanadensiska territoriet Nunavut. Befolkningen uppgick år 2016 till 389 invånare.
En motion 2005 gällande vägbygge till Iqaluit fastslogs som opraktisk på grund av omvägarna kring bergen i området. 